# Еронго (гори)

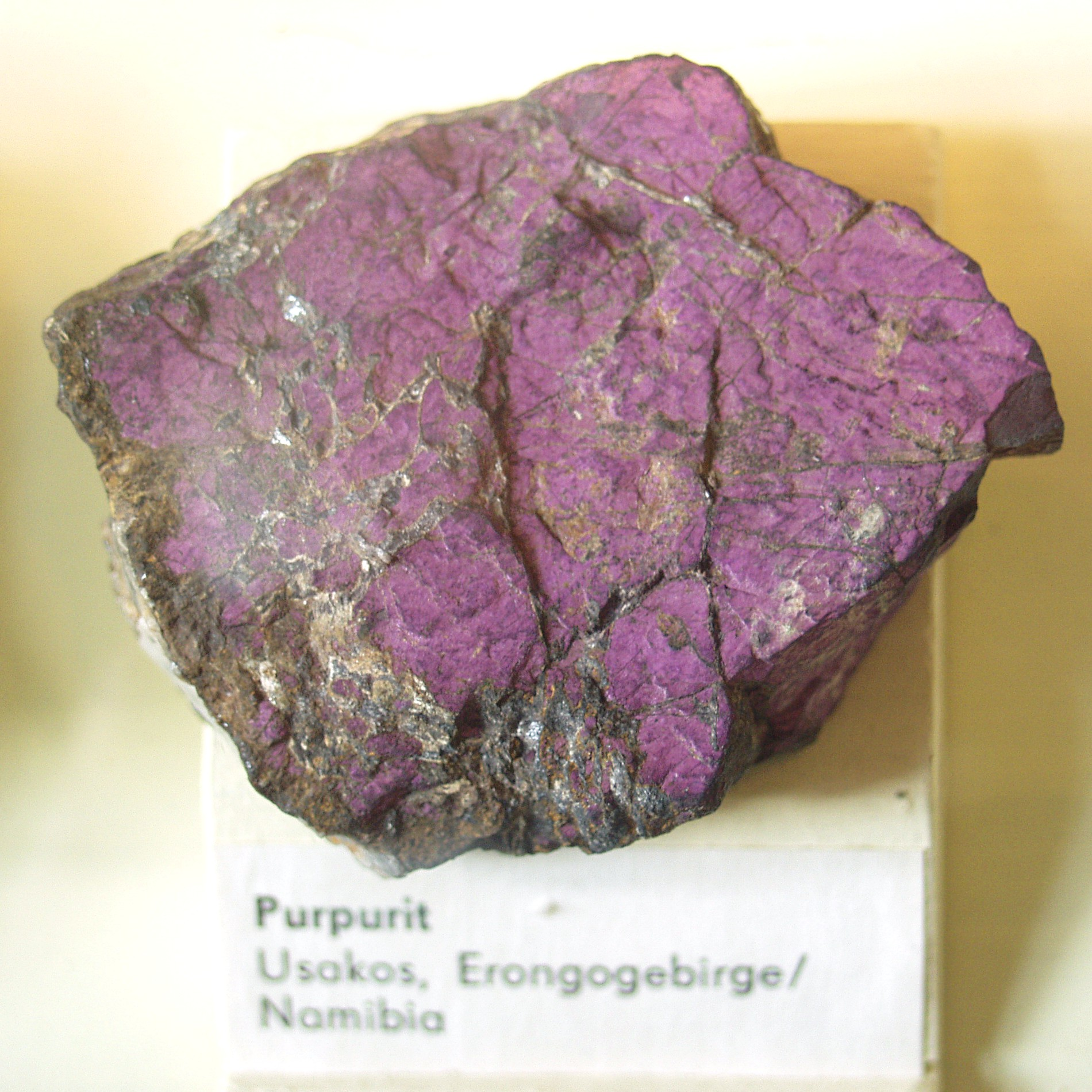
Пурпурит із гір Еронго.

Гори Еронго — гірський масив вулканічного походження в Намібії. Гори Еронго розташовуються в Дамараленді, на захід від міста Омаруру, на південь від однойменної річки і на схід від вулкана.
Досі на супутниковому знімку можна побачити велику кільцеву структуру давньої вулканічної кеглі діаметром близько 30 км із трьома рівними басейнами.

## Пам'ятки
Уся країна — це приватна власність ферми «Aleib» [джерело не вказане 4282 дні], зокрема вершини, що мають висоту понад 2000 м. Найвищі місця гірського ланцюга — кам'яна скеля на південному заході гірського ланцюга заввишки 2319 м і гора Еронго на південному сході заввишки 2216 м. Найвище розташоване людське поселення в Намібії — це ферма «Ombuwa», що знаходиться на висоті 1792 м. Назва політичного регіону утворено від географічних назв — гірського хребта Еронго і гори Еронго.
У горах Еронго йде видобуток мінералів, переважно аквамарину.
На території ферми «Aleib» знаходиться печера Філліпа, яка охороняється через її наукову цінність, оскільки там знайдено елементи печерного живопису.